# Черкезмюселим
Черкезмюселим (на турски: Çerkezmüsellim) е село в Източна Тракия, Турция, Вилает Вилает Родосто.

## География
Селото се намира на 10 километра северно от Хайреболу и на 22 километра южно от Бабаески.

## История
Селото е основано след Руско-турската война 1878 г., от помаци, преселници от Ловешко.
1. ↑  data.tuik.gov.tr